# 防擴散安全倡議
防擴散安全倡議（Proliferation Security Initiative，PSI）是2003年5月31日美國總統布希訪問波蘭時發表的集體安全政策，宣佈將採取一切手段阻止大规模杀伤性武器在全球擴散，並準備建立防擴散安全倡議的同盟。目的在於尋求國家間的同盟合作，廣泛地利用各國的法規制度、外交、經濟、軍事等各種工具，阻禁大規模毀滅武器與相關設備與技術的海陸空運輸與擴散。

## 歷史源起
2002年第二次美伊戰爭前，西班牙據美國情報，攔截到一艘柬埔寨籍的船隻載滿北韓船員和北韓製飛毛腿飛彈正要運往葉門。不過由於該飛彈射程並未超過150公里、并未違反國際法規定，而且葉門、北韓與柬埔寨均非「飛彈科技管制典則」（Missile Technology Control Regime, MTCR）的會員，因而無法扣押該船，只好放行。此事發生後，既然難以修改現存國際法規，布希政府便主張協調各國國內法的運作方式，讓各國主動加強對大規模毀滅性武器擴散的防堵。

## 活動進程
從2003年起至2005年底為止共舉辦12次會議，18次國家合作的攔截演習。
第一批加入該倡議的國家計有，美國、英國、澳大利亞、日本、西班牙、法國、義大利、德國、葡萄牙、荷蘭、波蘭，共11國。包括俄羅斯在內的73國陸續公開對此倡議作出承諾。中華人民共和國迄今未加入。
由於北韓第二次核子試爆，韩国於2009年5月26日正式宣布加入该协议，成為第95個加入國。

## 外部連結
- 美國國務院「防擴散安全倡議」網頁
- Thomas L. Neff.  (PDF). World Nuclear Fuel Cycle 2004. April 1, 2004. （原始内容 (PDF)存档于2009年3月27日）.
- . Arms Control Association. October 2007  [2009-04-19]. （原始内容存档于2009-04-29）.
- . Arms Control Today. December 2008  [2009-05-28]. （原始内容存档于2009-06-04）.
- . Arms Control Today. July/August 2008  [2009-05-28]. （原始内容存档于2009-06-04）.
- . Arms Control Today. June 2007  [2009-05-28]. （原始内容存档于2009-05-25）.